# Phyllocycla diphylla
Phyllocycla diphylla – gatunek ważki z rodziny gadziogłówkowatych (Gomphidae). Występuje na terenie Ameryki Południowej.